# Hrabstwo McCurtain

Piramida wieku mieszkańców hrabstwa McCurtain

McCurtain – hrabstwo w stanie Oklahoma w USA. Założone 1907 roku. Populacja liczy 33 151 mieszkańców (stan według spisu z 2010 roku).
Powierzchnia hrabstwa to 4924 km² (w tym 127 km² stanowią wody). Gęstość zaludnienia wynosi 7 osoby/km².
Nazwa hrabstwa pochodzi od nazwiska indiańskiej rodziny McCurtain z plemienia Choctawów.

## Miasta
- Eagletown (CDP)
- Broken Bow
- Garvin
- Haworth
- Idabel
- Millerton
- Smithville
- Valliant
- Wright City